# 小さな恋みつけた。
『小さな恋みつけた。』（ちいさなこいみつけた）は、2001年4月18日から同年6月27日までTBS系列局で放送されていた恋愛バラエティ番組である。毎日放送テレビ（MBSテレビ）とハウフルスの共同製作。全11回。放送時間は毎週水曜 19:00 - 19:54 （日本標準時）。

## 概要
子供同士の恋愛をテーマにした番組で、保護者から送られてきたビデオを紹介する「ラブラブビデオレター」のコーナーや、ゲスト出演者の初恋を紙芝居形式で紹介する「20世紀の初恋」のコーナーがあった。
前番組『THE!おいしい番組』から引き続きヒロミが出演していたが、番組は3か月で終了。最終回では、ハウフルスがテレビ東京と共同製作している番組『出没!アド街ック天国』のパロディ企画「あの街こど街」を実施した。

## 出演者
- 内藤剛志
- ヒロミ
- 西田ひかる

## スタッフ
- ナレーター：武田広
- 主題歌：MISIA
- 技術：池田屋
- 美術：アートフォー
- 編集・MA：ザ・チューブ
- 製作：毎日放送テレビ、ハウフルス